# Phylactella labrosa
Phylactella labrosa är en mossdjursart som först beskrevs av Busk 1854.  Phylactella labrosa ingår i släktet Phylactella och familjen Smittinidae. Utöver nominatformen finns också underarten P. l. tangerina.